# روسال
الشركة المتحدة روسال، شركة مساهمة عامة دولية (الروسية: МКПАО «ОК РУСАЛ»، رومنة: MKPAO «ОК RUSAL») هي ثاني أكبر شركة ألمنيوم في العالم من حيث إنتاج الإنتاج الأولي (اعتبارًا من عام 2016).   كانت أكبر شركة حتى تجاوزتها مجموعة هونغتشياو الصينية في عام 2015.   تمثل شركة يو سي روسال ما يقرب من 9% من إنتاج الألومنيوم الأولي في العالم و9% من إنتاج الألومينا في العالم. تأسست شركة روسال على يد الصناعي الروسي الكبير أوليج ديريباسكا .
تأسست الشركة المتحدة نتيجة اندماج شركة روسال ، سوال ، وأصول الألومينا لشركة جلينكور ، والتي تم الانتهاء منها في مارس 2007. وفقًا لإحصائياتها الخاصة، تمثل شركة يو سي روسال 6.2% من إنتاج الألومنيوم الأولي في العالم و6.5% من إنتاج الألومينا في العالم، بينما تدير أصولاً في 13 دولة عبر خمس قارات، وتوظف أكثر من 61000 شخص عبر عملياتها ومكاتبها الدولية. 
تأسست الشركة في جيرسي ، حيث يوجد مركزها المالي، ولكن مقرها الرئيسي يقع في موسكو ، الاتحاد الروسي . شركة يو سي روسال هي شركة مساهمة عامة ويتم تداول أسهمها في بورصة موسكو وبورصة هونج كونج والبورصة الأوروبية. منذ 25 سبتمبر 2020، قامت الشركة بتغيير مكان تسجيلها من جيرسي إلى كالينينجراد ، روسيا.  في عام 2021، أعلنت شركة روسال عن اقتراح لتقسيم أصولها ذات الكربون العالي وتغيير اسمها إلى أل+. 

## أنظر أيضاً
- الألومنيوم: العنصر الثالث عشر
- الألومنيوم في أفريقيا
- قائمة مصافي الألومينا